# Stade Silvio-Piola
Ne doit pas être confondu avec Stade Silvio-Piola (Novare).
Le stade Silvio-Piola (en italien : Stadio Silvio Piola), auparavant connu sous le nom de stade Leonidas-Robbiano (en italien : Stadio Leonidas Robbiano), est un stade de football italien situé dans la ville de Verceil, dans le Piémont.
Le stade, doté de 5 500 places et inauguré en 1932, sert d'enceinte à domicile à l'équipe de football du Football Club Pro Verceil 1892.
Le stade porte le nom de Silvio Piola, ancienne gloire du football italien et également ancien joueur du Pro Verceil.

## Histoire
Le stade ouvre ses portes en 1932 sous le nom de Stade Leonidas Robbiano (du nom de Leonidas Robbiano, ancien pilote) en plein centre-ville près des jardins de la Piazza Camana.
En 1998, le stade est rebaptisé en Stade Silvio Piola.
Durant l'été 2011, la pelouse est remplacée par un gazon artificiel. Avec initialement 12 000 places assises, le nombre de sièges est ramené à 4 215 après les rénovations de 2012.

## Galerie

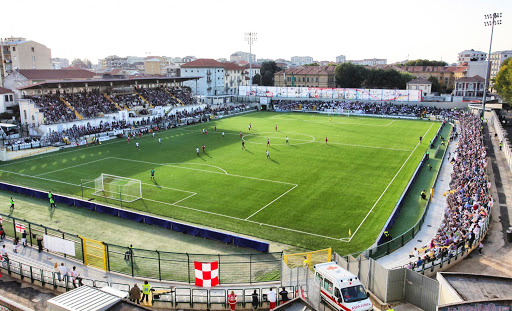
Vue du terrain en 2012
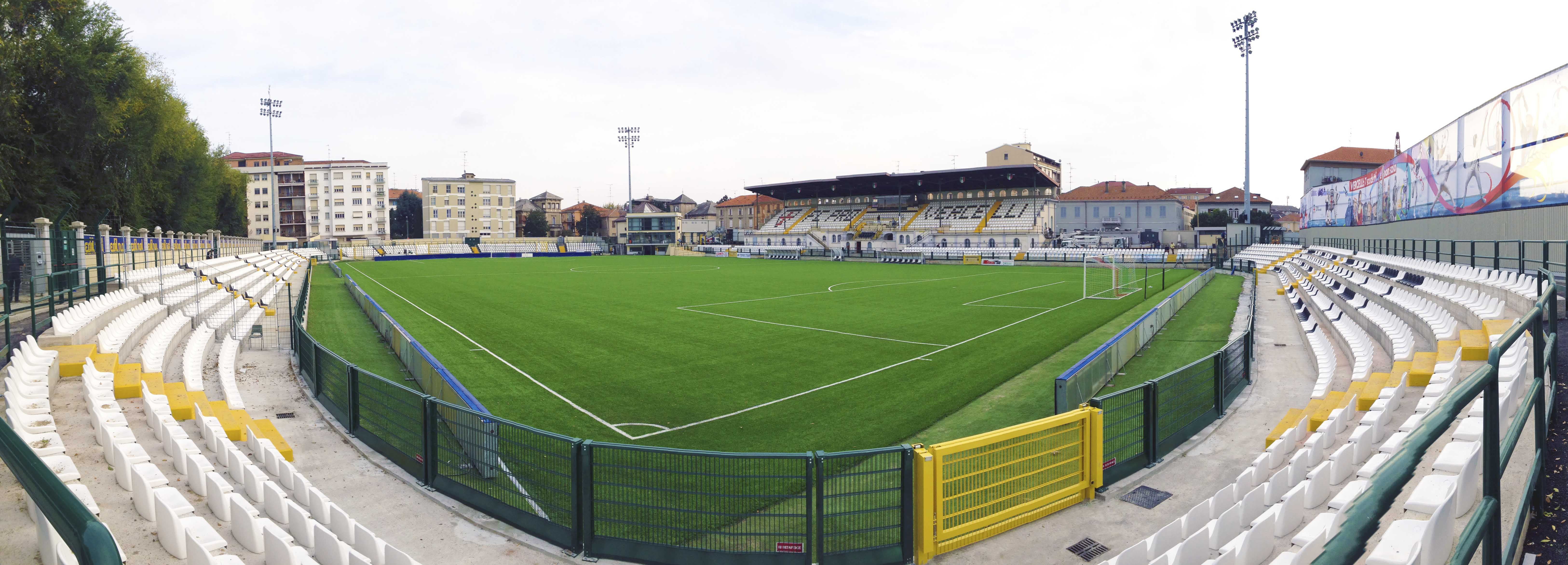
Vue du terrain depuis le virage ouest